# Resolució 502 del Consell de Seguretat de les Nacions Unides
La Resolució 502 del Consell de Seguretat de les Nacions Unides, aprovada el 3 d'abril de 1982, va exigir el cessament immediat de les hostilitats a les parts implicades en el conflicte de les Malvines, en considerar que existia un trencament de la pau a la regió de les Illes Malvines. La resolució exigia a més la retirada immediata de totes les forces argentines de les Illes. Finalment exhortava tant a Argentina com al Regne Unit al fet que busquessin una solució diplomàtica al conflicte respectant el que es disposa per la Carta de les Nacions Unides.
La resolució 502, aprovada en la 2350a sessió del Consell de Seguretat, comptar amb deu vots favorables de França, Regne Unit, Estats Units, República Democràtica del Congo, Guyana, Irlanda, Jordània, Japó, Togo i Uganda. Es van abstenir Xina, la Unió Soviètica, Espanya i Polònia. Panamà va votar en contra de la resolució.

## Precedents
La resolució 502 va ser aprovada un dia després de l'inici de les operacions terrestres argentines per prendre el control de les Illes Malvines, coneguda com a Operació Rosario. Prèviament, l'1 d'abril de 1982, el Consell de Seguretat ja s'havia reunit d'urgència per l'escalada en la tensió entre Argentina i el Regne Unit a petició d'aquest últim país després de remetre una carta al president del Consell de Seguretat. En aquesta carta s'exposava:
| « | Seguint instruccions, tinc l'honor d'assenyalar a la seva atenció urgentment la situació en l'Atlàntic meridional. El Govern del Regne Unit té raons fundades per creure que les forces armades de la República Argentina són a punt d'intentar envair les Illes Falkland. Donades les circumstàncies, demano a Vostra Excel·lència que convoqui immediatament una sessió del Consell de Seguretat. Signat: A.D. PARSONS | » |
| — Carta de data 1 d'abril de 1982 dirigida al president del Consell de Seguretat pel representant permanent del Regne Unit de Gran Bretanya i Irlanda del Nord davant les Nacions Unides. | |   |

### Sessió 2345a
La sessió 2345a convocada d'urgència a petició del Regne Unit va començar a les 20:35 hores de l'1 d'abril. Després de l'obrir la sessió el president rotatori del Consell (Kamanda wa Kamanda, de Zaire), va prendre la paraula el representant britànic davant les Nacions Unides, Anthony Parsons. En la seva intervenció va abordar la situació en l'Atlàntic Sud, incloent l'incident ocorregut al març de 1982 en les illes Geòrgies del Sud i reafirmant la sobirania del seu país sobre les Geòrgies i les Falkland, però va deixar clar que la naturalesa urgent de la sessió es devia a les sospites sobre una intervenció militar argentina.
| «                                                                                             | He descrit amb cert detall aquest recent incident en Geòrgies del Sud. Però el propòsit del meu Govern en convocar aquesta reunió del Consell és considerar l'amenaça no a Geòrgies del Sud, sinó a les Illes Falkland, (...) Tenim proves que l'Armada argentina és a punt de llançar una invasió, possiblement demà al matí. La premsa argentina durant diversos dies ha donat no només una informació detallada dels moviments navals argentins “disposats per a operacions en l'Atlàntic meridional”, sinó també sobre declaracions sobre la importància d'aquests moviments per part del Ministeri de Defensa argentí. | » |
| — Intervenció d'Anthony Parsons, representant permanent del Regne Unit en les Nacions Unides. | |   |

| «                                                                                             | És evident que pràcticament tota la flota argentina, inclòs un portaavions, destructors, corbetes i submarins, estan ara en el mar. (...) El 30 de març, almenys dos avions de la Força Aèria Argentina van sobrevolar les Illes Falkland sense que s'hagués demanat permís diplomàtic, de conformitat amb els procediments internacionals habituals. Un d'aquests sobrevols va ser realitzat de nit i l'avió no portava llums. Tota aquesta activitat i les declaracions de Ministres argentins que la van acompanyar, van donar raó al meu Govern per creure que es va a intentar fer ús de la força per canviar l'administració de les Illes Falkland contra els desitjos dels seus habitants. | » |
| — Intervenció d'Anthony Parsons, representant permanent del Regne Unit en les Nacions Unides. | |   |

| «                                                                                             | (...) Demanem al Consell que insti al Govern de l'Argentina a exercir la màxima moderació i a abstenir-se de l'ús o de l'amenaça de l'ús de la força en l'Atlàntic meridional. | » |
| — Intervenció d'Anthony Parsons, representant permanent del Regne Unit en les Nacions Unides. | |   |

Malgrat no ser membre del Consell de Seguretat en aquell moment, el representant argentí va ser convidat a prendre part en la sessió per invitació del president del Consell, d'acord amb el que es disposa en l'article 37 del reglament provisional del Consell de Seguretat. Argentina va denunciar davant el Consell el que creia una agressió per part britànica per l'incident ocorregut a les Geòrgies del Sud (o Illa San Pedro), reclamant al seu torn la sobirania argentina d'aquestes illes i denunciant l'actitud obstruccionista del Regne Unit per a la resolució diplomàtica del problema històric sobre la sobirania de les illes.
| «                                                                                          | El relat dels esdeveniments que va acabar de detallar posa en evidència un fet incontrastable: la República Argentina ha estat, i segueix sent, objecte d'una agressió contínua per part del Regne Unit que porta ja gairebé 150 anys de duració. No una altra cosa és el manteniment d'una situació colonial originada en un acte de força, seguida per una ocupació il·legítima -una usurpació- sense que la Potència metropolitana hagi manifestat voluntat alguna de posar-li fi (...) | » |
| — Intervenció d'Eduardo Roca, representant permanent de l'Argentina en les Nacions Unides. | |   |

| «                                                                                          | Aquesta agressió s'ha materialitzat novament en els recents successos que motiven la reunió del Consell de Seguretat, mitjançant un virtual ús de la força contra els nacionals argentins que es troben a l'illa San Pedro -en territori argentí injustament usurpat- (...) aquesta amenaça greu i imminent de l'ús de la força, que significa la presència i l'acció de naus de guerra britàniques en aigües argentines i contra nacionals argentins, dona dret a l'exercici de la legítima defensa. | » |
| — Intervenció d'Eduardo Roca, representant permanent de l'Argentina en les Nacions Unides. | |   |

| «                                                                                         | L'Argentina es veurà obligada a emprar els recursos defensius apropiats per a la protecció del seu territori i dels seus nacionals (...) | » |
| — Intervenció d'Eduardo Roca, representant permanent de l'Argentina a les Nacions Unides. | |   |

| «                                                                                          | Rebuig amb vehemència la pretensió de posar al meu país en el banc dels acusats, quan en realitat el que hagués de ser objecte de judici, si es vol fer justícia i preservar la pau, és la pròpia conducta de l'acusador (...) | » |
| — Intervenció d'Eduardo Roca, representant permanent de l'Argentina en les Nacions Unides. | |   |

Tenint en compte les declaracions dels representants de l'Argentina i Regne Unit, així com les entrevistes individuals mantingudes abans de la sessió, el president del Consell de Seguretat va emetre un comunicat expressant la seva preocupació i cridant a la moderació de les parts implicades.
| «                                                    | (...) El Consell de Seguretat, conscient de la responsabilitat primordial que en virtut de la Carta de les Nacions Unides té pel manteniment de la pau i la seguretat internacionals, expressa la seva preocupació per la tibantor que impera a la regió de les Illes Malvines (Illes Falkland). Per tant, el Consell de Seguretat insta als Governs de l'Argentina i del Regne Unit al fet que exerceixin la màxima moderació en aquesta oportunitat i, en particular, al fet que s'abstinguin de l'ús o l'amenaça de la força a la regió i al fet que prossegueixin la cerca d'una solució diplomàtica. | » |
| — Declaració del President del Consell de Seguretat. | |   |

Abans de finalitzar la sessió el representant britànic va fer ús del dret de rèplica per afirmar que el seu país no tenia intenció alguna d'agredir a Argentina, interpel·lant al representant argentí al fet que seguís la recomanació que el president del Consell de Seguretat acabava de fer.

### Sessió 2346a
El 2 d'abril, a les 11:45 hores, va donar començament la 2346a sessió del Consell de Seguretat. Es va celebrar a petició expressa del representant britànic, després d'alertar al president del Consell que les Illes Malvines estaven sent envaïdes per forces argentines.
El govern britànic va condemnar el que al seu judici era una agressió argentina, que violava la Carta de les Nacions Unides i el dret internacional, infringit a més la voluntat dels habitants de les Malvines i ignorant les recomanacions del Secretari General i el president del Consell de Seguretat.
| «                                                                                             | Vaig deixar clar ahir davant el Consell [2345a sessió] que el meu Govern no va demanar a la lleugera que es convoqués immediatament al Consell. Els nostres pitjors temors, els que ens van portar al fet que es convoqués al Consell, acaben de materialitzar-se. El Govern de l'Argentina ha fet cas omís de les dues crides, el del Secretari General i el realitzat anit per vostè, Senyor President, en nom de la totalitat del Consell, a la moderació i a evitar l'amenaça o la utilització de la força. | » |
| — Intervenció d'Anthony Parsons, representant permanent del Regne Unit en les Nacions Unides. | |   |

El representant britànic va llegir a continuació un projecte de resolució (document S/14947) redactat per la seva delegació, que el dia 3 seria votat i aprovat sota el títol de resolució 502.
Posteriorment el representant argentí, de nou convidat a la sessió pel president del Consell, acusant al Regne Unit d'evadir la qüestió de la sobirania de les illes i la decisió del govern argentí de no acceptar els fets formulats pel representant britànic durant aquesta sessió i l'anterior, emprenent per a això la "recuperació" de les illes en disputa en l'Atlàntic meridional.
| «                                                                                          | El que haig d'informar al Consell és que en el dia d'avui el Govern argentí ha declarat la recuperació per a la seva sobirania nacional dels territoris de les Illes Malvines, Geòrgies del Sud i Sandwich del Sud, en un acte que respon a una justa reivindicació argentina i també en resposta de legítima defensa davant els recents fets d'agressió provocats pel Regne Unit. | » |
| — Intervenció d'Eduardo Roca, representant permanent de l'Argentina en les Nacions Unides. | |   |

La sessió es va aixecar a les 12:05 hores sense decisió, atès que existien altres assumptes a tractar pel Consell de Seguretat.

### Sessió 2349a
El 2 d'abril de 1982, a les 21:15 hores, va donar començament la 2349a sessió del Consell de Seguretat. A més del representant de l'Argentina, convidat pel president del Consell com en anteriors sessions, es va convidar a participar en els representants del Canadà, Austràlia i Nova Zelanda després de petició pròpia.